# Epiphragma (Epiphragma) binigrocinctum
Epiphragma (Epiphragma) binigrocinctum is een tweevleugelige uit de familie steltmuggen (Limoniidae). De soort komt voor in het Neotropisch gebied.